# Слатине (станція)
Слатине́ — проміжна залізнична станція Харківської дирекції Південної залізниці на електрифікованій лінії Харків — Козача Лопань між зупинними пунктами Безруківка та Прудянка. Розташована в однойменному селищі Харківського району Харківської області.

## Пасажирське сполучення
На станції Слатине зупиняються приміські поїзди. З 28 липня 2025 року, через бойові дії на Харківщині, обмежені маршрути низки приміських поїздів до/з станції Слатине. Напрямок Харків-Пасажирський — Козача Лопань обслуговується моторвагонним депо (Харків) (електропоїзди ЕР2, ЕР2Р, ЕР2Т).

## Галерея

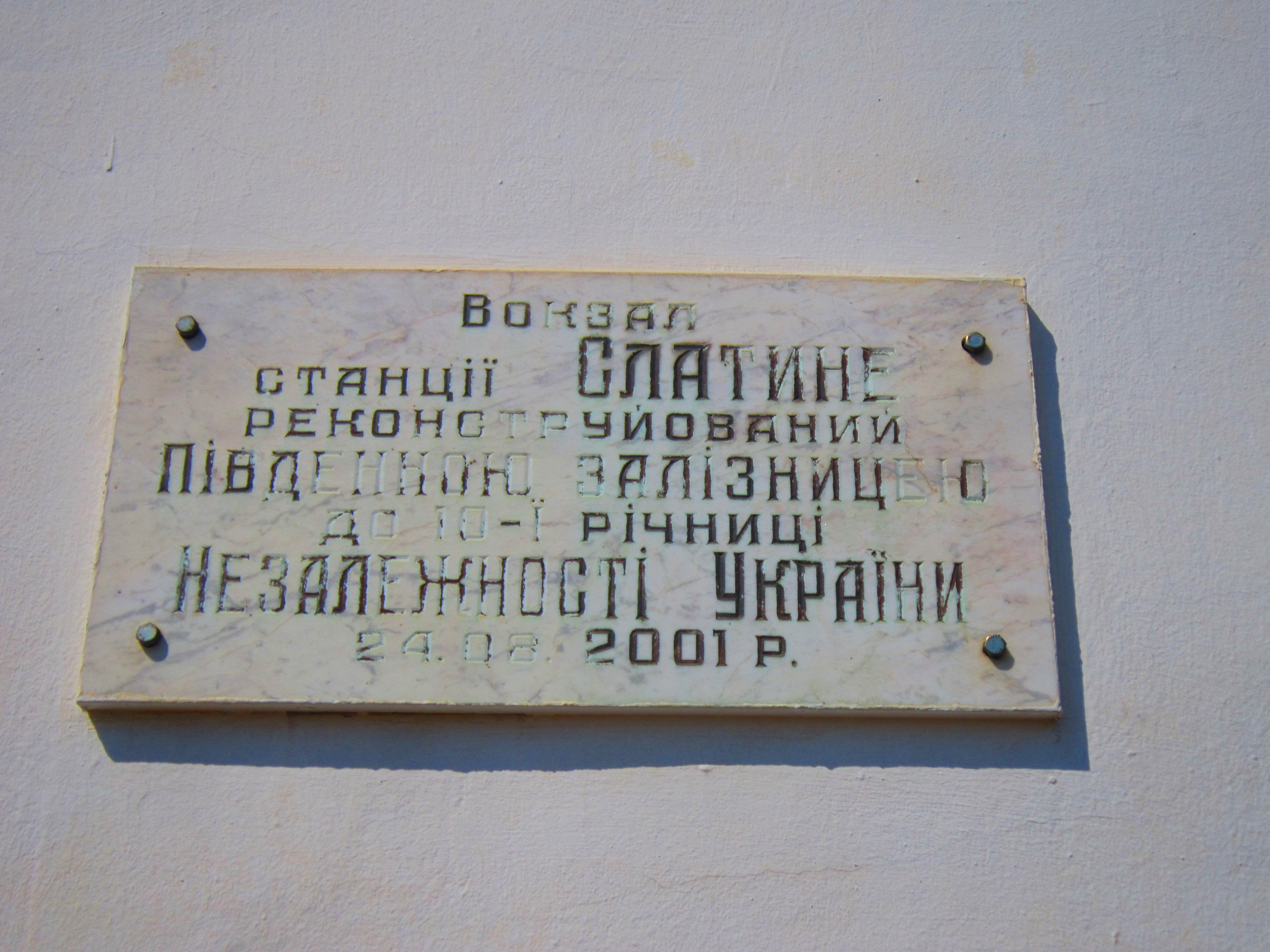
Меморіальна дошка на будівлі вокзалу
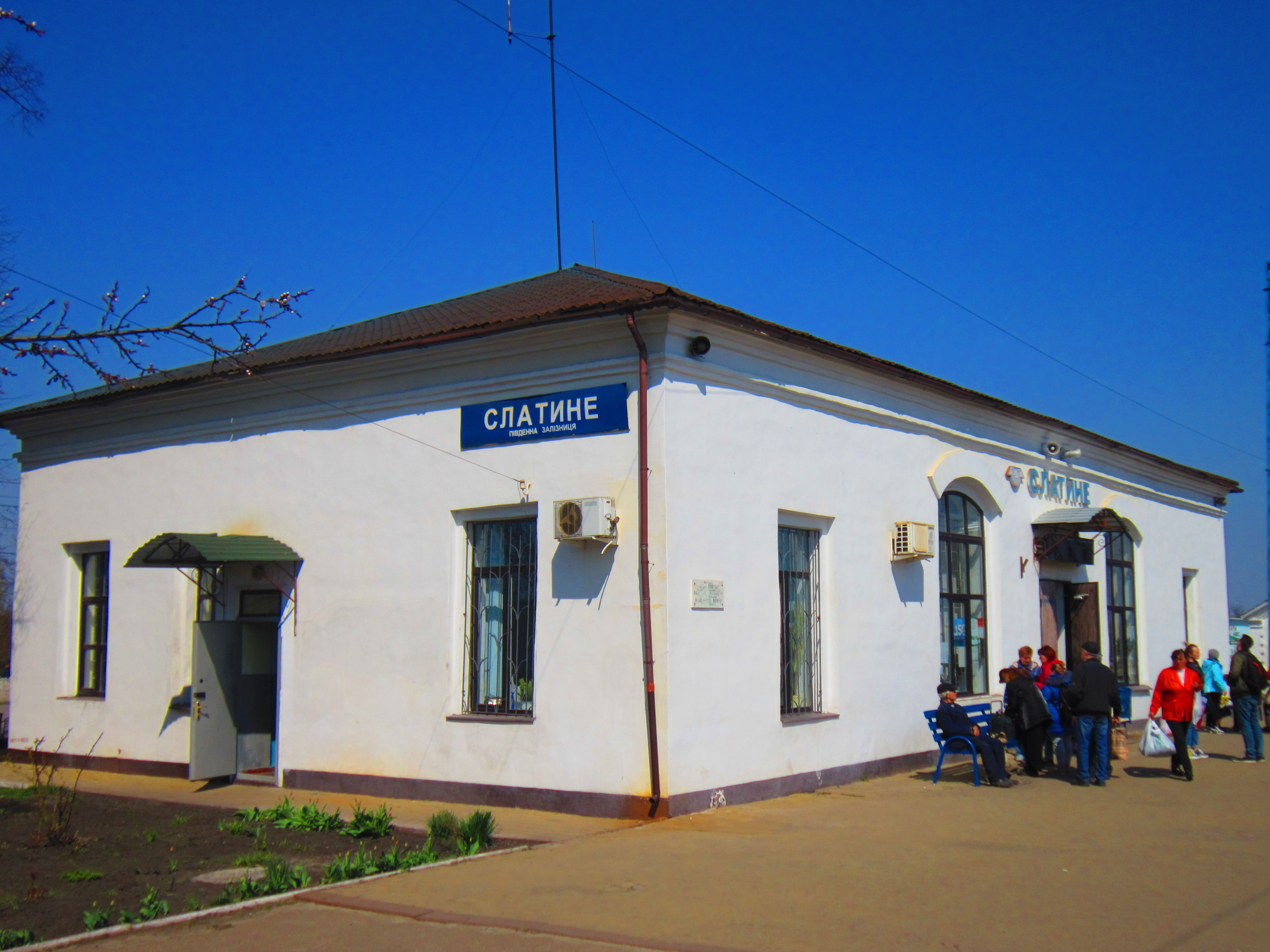
Вокзал
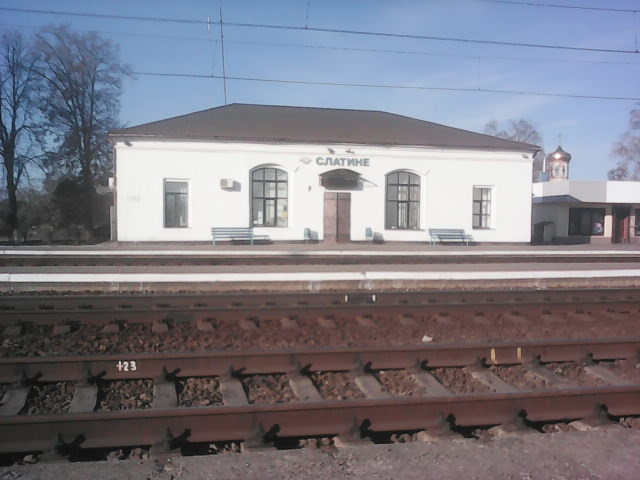
Пасажирські платформи
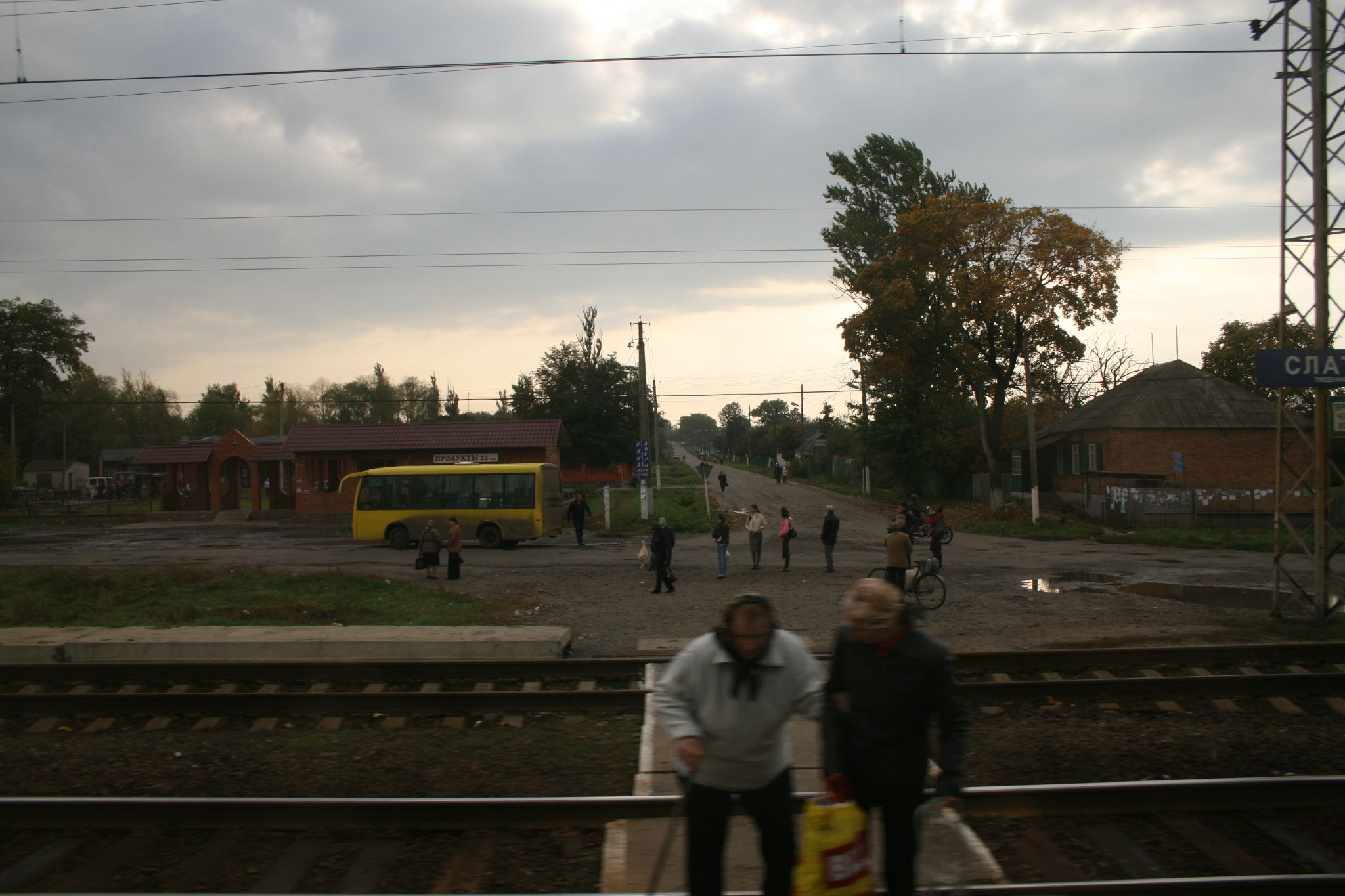
Пішохідний перехід через колії